# Litteraturåret 1920

## Priser och utmärkelser
- Nobelpriset – Knut Hamsun, Norge[1]
- De Nios Stora Pris – Hans Larsson
- Kleistpriset – Hans Henny Jahnn
- Kungliga priset – Julius Centerwall
- Letterstedtska priset för översättningar – Carl Grimberg för Svenska folkets underbara öden

## Nya böcker

### 0 – 9
- 150 000 000 av Vladimir Majakovskij

### A – G
- Det eviga leendet av Pär Lagerkvist
- Dalmålningar utlagda på rim av Erik Axel Karlfeldt
- Ett rekommendationsbrev. Berättelse 1-2 av Gustaf Hellström
- Familjen och den kommunistiska staten av Aleksandra Kollontaj (på grund av den mycket omdiskuterade översättningskvaliten gavs denna bok ut nyöversatt 1972 med titeln Kvinnan och revolutionen.)
- Framtidens skugga av Edith Södergran
- Herr von Hancken av Hjalmar Bergman

### H – N
- Hugh Selwyn Mauberley av Ezra Pound
- Lasse liten i trädgården av Elsa Beskow[2]
- Mémoires et notes de numismatique av Adrien Blanchet

### O – U
- Radikalismen - kommunismens barnsjukdom av Vladimir Lenin
- Selambs av Sigfrid Siwertz
- Tankar om naturen (aforismer, publicerade i tidskriften "Ultra" 1922) av Edith Södergran
- Tidens offerväsen av Gustav Hedenvind-Eriksson
- Törnestigen av John Galsworthy

### V – Ö
- Vandring av Hermann Hesse
- Zachris Topelius av Selma Lagerlöf

## Födda
- 2 januari – Isaac Asimov, rysk-amerikansk författare.
- 15 februari – Anne-Cath. Vestly, norsk barnboksförfattare.
- 19 februari – Maud Reuterswärd, svensk författare och radioproducent.
- 3 mars – James Doohan, kanadensisk skådespelare och författare.
- 8 mars – Eva Dahlbeck, svensk skådespelare, författare och poet.
- 10 mars – Boris Vian, fransk ingenjör, författare och jazztrumpetare.
- 19 mars – Kjell Aukrust, norsk tecknare, illustratör och författare.
- 30 mars – Jan Olof Olsson, svensk redaktör, journalist och författare.
- 17 april – Bengt Anderberg, svensk författare.
- 24 april – Jørgen Clevin, dansk illustratör, barnboksförfattare och barnprogramledare.
- 1 maj – Magnus von Platen, svensk litteraturvetare och författare.
- 9 maj – Richard Adams, brittisk författare.
- 5 juni – Cornelius Ryan, amerikansk krigskorrespondent och författare.
- 11 juni – Majken Cullborg, svensk författare och manusförfattare.
- 7 augusti – Stig Carlson , svensk författare.
- 16 augusti – Charles Bukowski, amerikansk författare och poet
- 22 augusti – Ray Bradbury, författare
- 27 augusti – Inger Brattström, svensk författare.
- 12 september – Karl Rune Nordkvist, svensk författare.
- 21 september – Erik Andrén, finlandssvensk författare.
- 30 september – Arne Gadd, svensk målare, tecknare, grafiker och författare.
- 8 oktober – Frank Herbert, amerikansk science fiction-författare.
- 14 oktober – Åke Arenhill, svensk konstnär, kåsör och textförfattare.
- 15 oktober – Mario Puzo, amerikansk författare.
- 18 oktober – Melina Mercouri, amerikansk-grekisk skådespelare, författare och politiker.
- 18 oktober – Ulf Palme, svensk skådespelare, författare och regissör.
- 22 oktober – Tim Leary, amerikansk författare, psykolog och drogförespråkare.
- 23 november – Paul Celan, tyskspråkig rumänsk poet.
- 4 december – Anna Greta Wide, svensk poet.
- 20 december – Väinö Linna, finländsk författare.

## Avlidna
- 8 februari – Richard Dehmel, 56, tysk poet.
- 27 februari – Ludwig Rubiner, 38, tysk poet, essäist och litteraturkritiker.
- 16 september – Dan Andersson, 32, svensk poet.
- 24 november – Alexandru Macedonski, 76, rumänsk författare.

### Fotnoter
1. ↑  ”Nobelpriset i litteratur”. https://www.nobelprize.org/prizes/lists/all-nobel-prizes-in-literature/. Läst 20 mars 2011.
2. ↑  ”Elsa Beskows boktitlar”. Arkiverad från originalet den 14 december 2012. https://web.archive.org/web/20121214172009/http://kampanj.bonniercarlsen.se/beskow/titlar1.htm. Läst 12 april 2011.